# (4415) Echnaton
(4415) Echnaton es un asteroide perteneciente al cinturón de asteroides, descubierto el 24 de septiembre de 1960 por Cornelis Johannes van Houten en conjunto a su esposa también astrónoma Ingrid van Houten-Groeneveld y el astrónomo Tom Gehrels desde el Observatorio del Monte Palomar, Estados Unidos.

## Designación y nombre
Designado provisionalmente como 4237 P-L. Fue nombrado Echnaton en honor a Akenatón faraón del antiguo Egipto, reinó desde 1375 hasta 1358 a. C. Comenzó una reforma religiosa mediante la sustitución de la adoración de los dioses tradicionales de Egipto por la del dios único Atón. En su tiempo el arte egipcio era más colorido y más relajado.

## Características orbitales
Echnaton está situado a una distancia media del Sol de 2,337 ua, pudiendo alejarse hasta 2,489 ua y acercarse hasta 2,185 ua. Su excentricidad es 0,064 y la inclinación orbital 2,012 grados. Emplea 1305 días en completar una órbita alrededor del Sol.

## Características físicas
La magnitud absoluta de Echnaton es 15,3.